# آی‌ای‌ام سایکلینگ
آی‌ای‌ام سایکلینگ (انگلیسی: IAM Cycling) یک تیم دوچرخه‌سواری در کشور سوئیس بوده است.
این تیم در سال ۲۰۱۳ تأسیس و در سال ۲۰۱۶ منحل شده است.

## نگارخانه

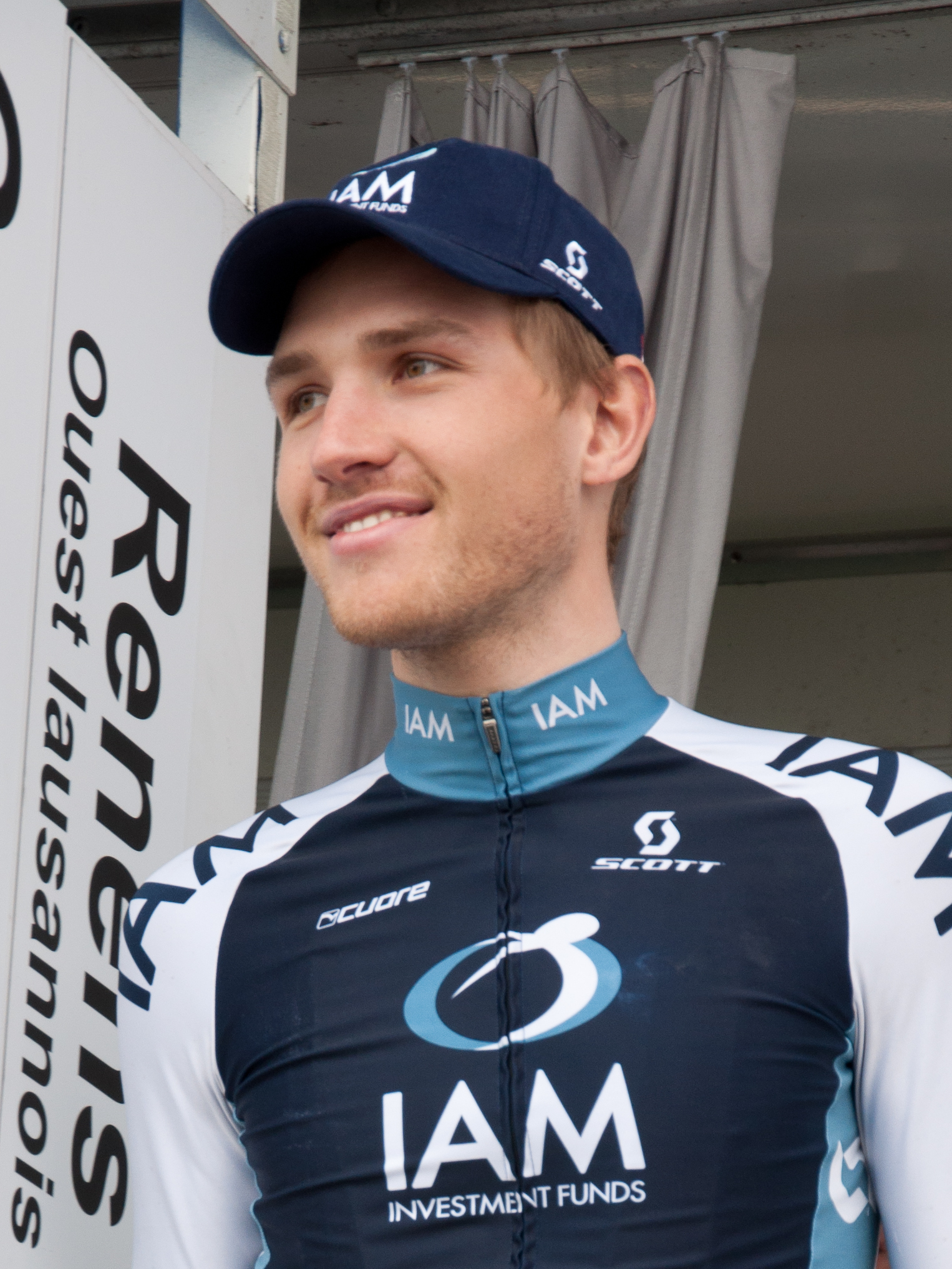
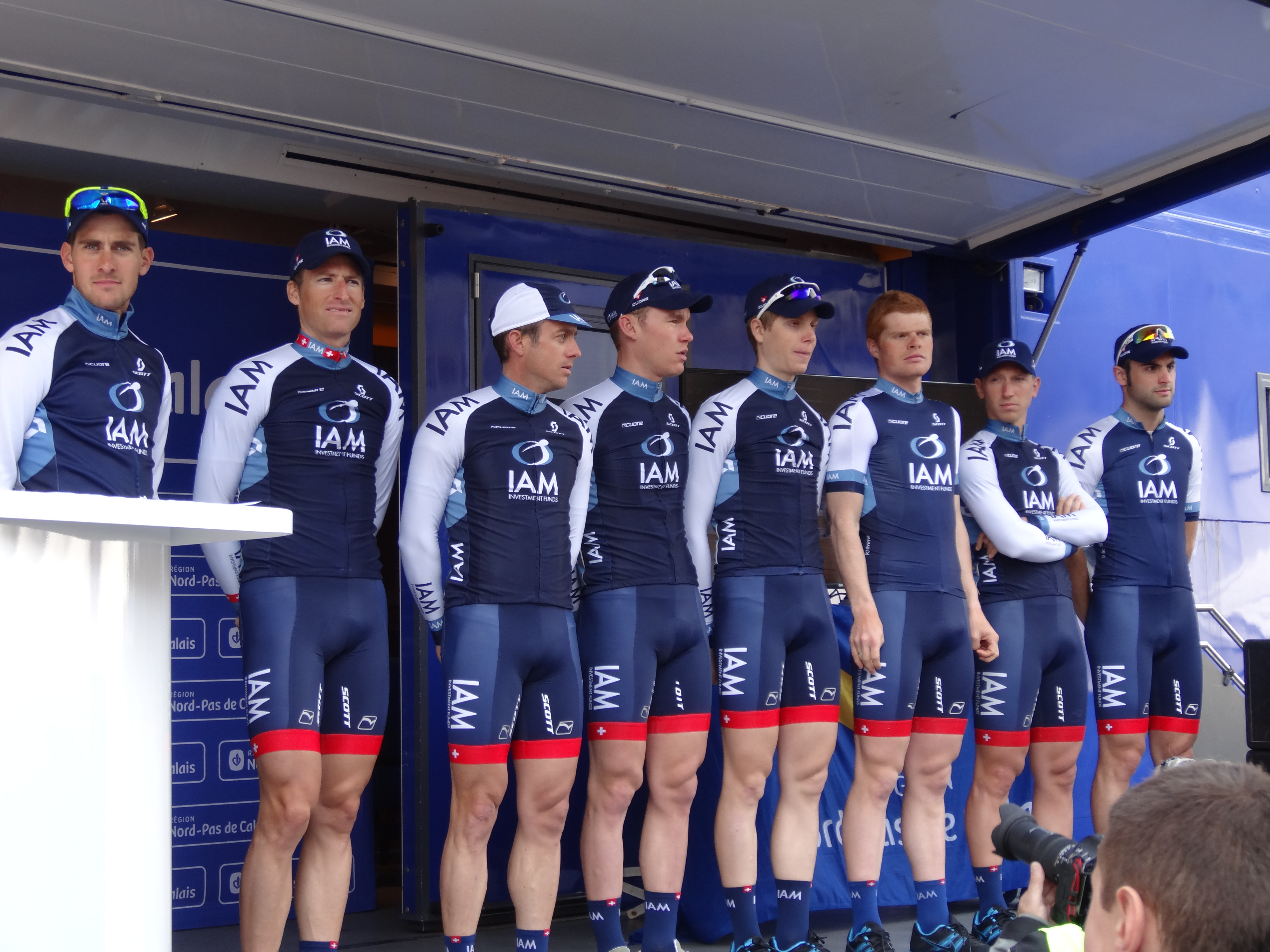
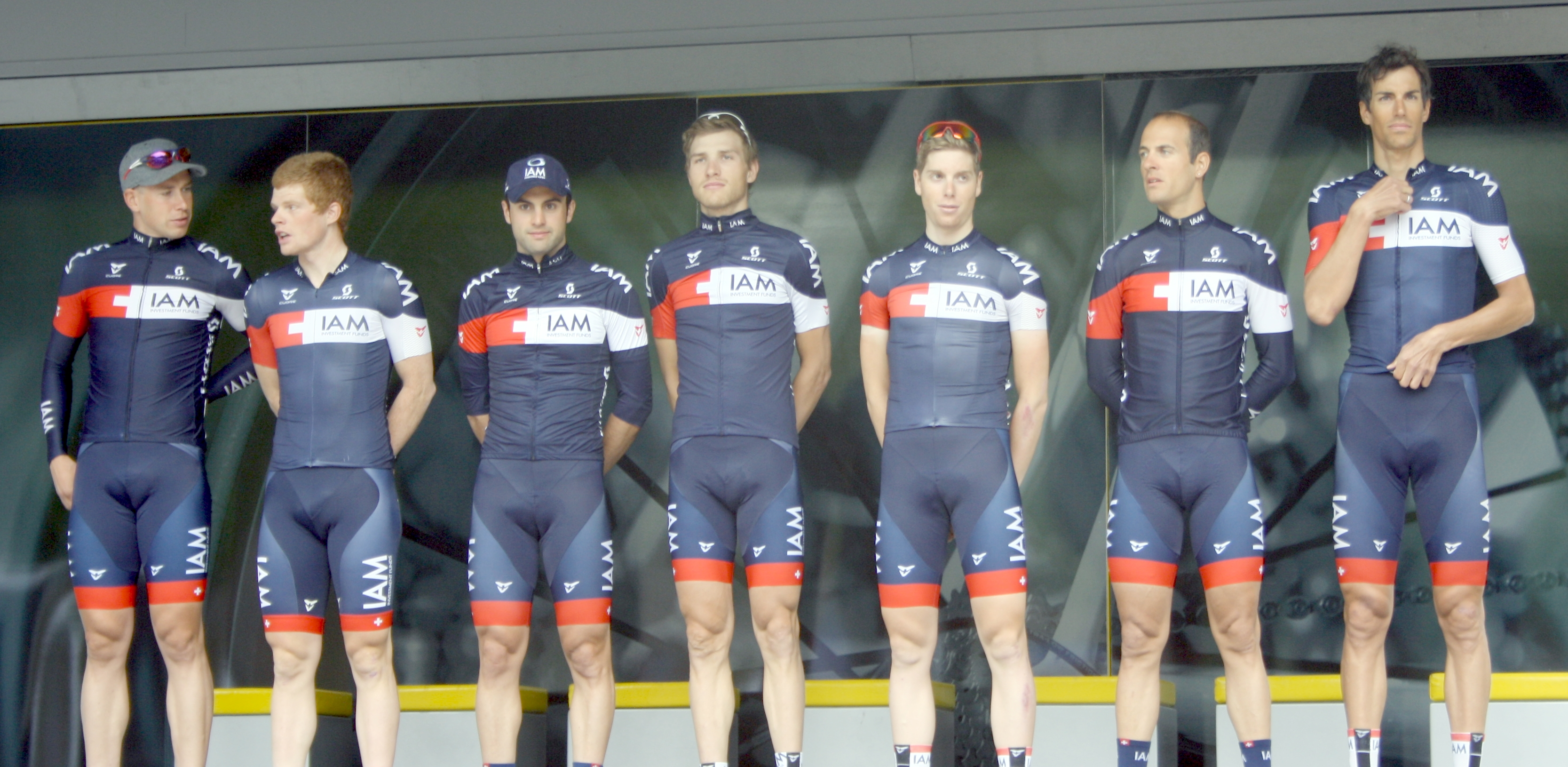
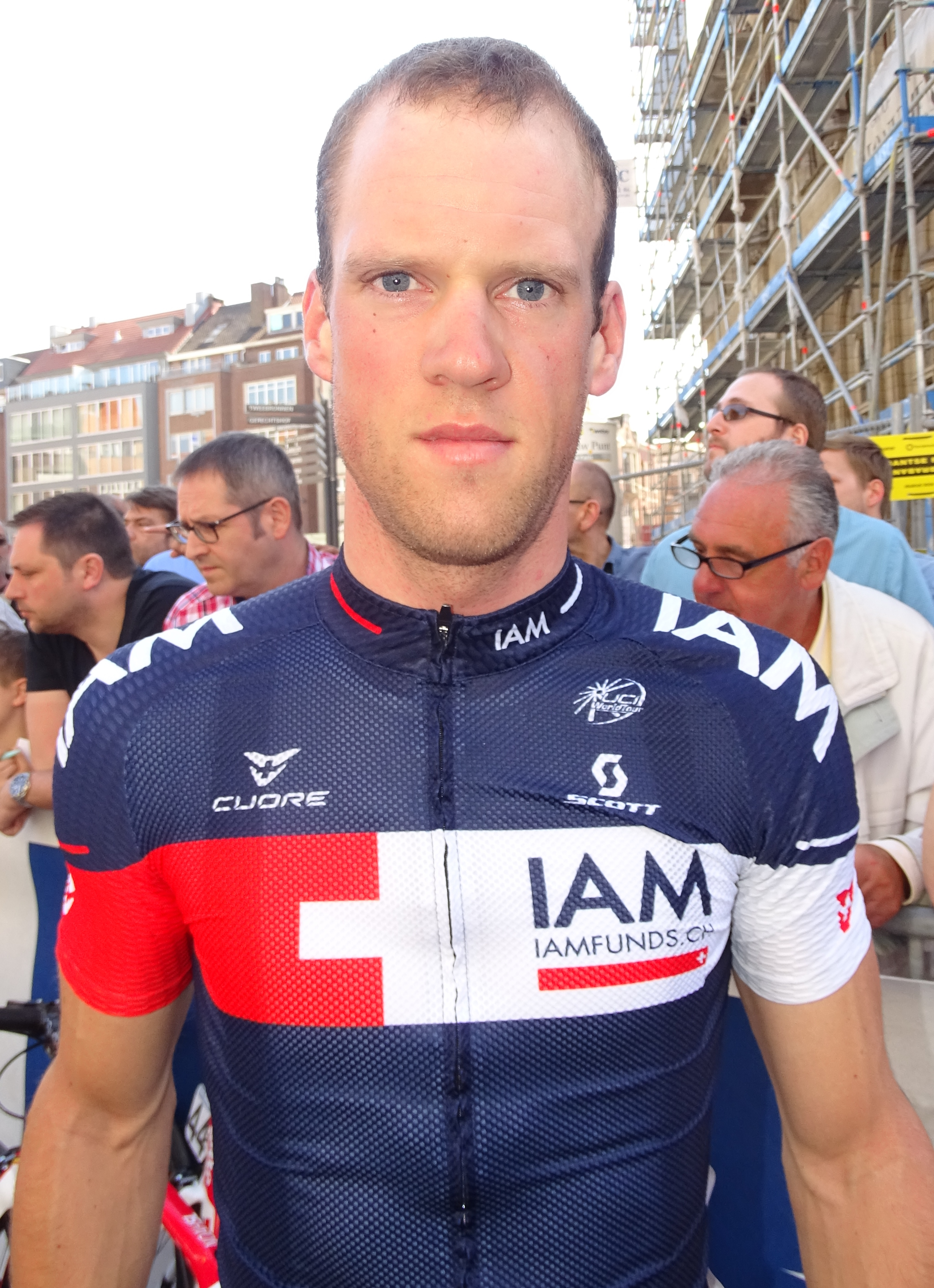
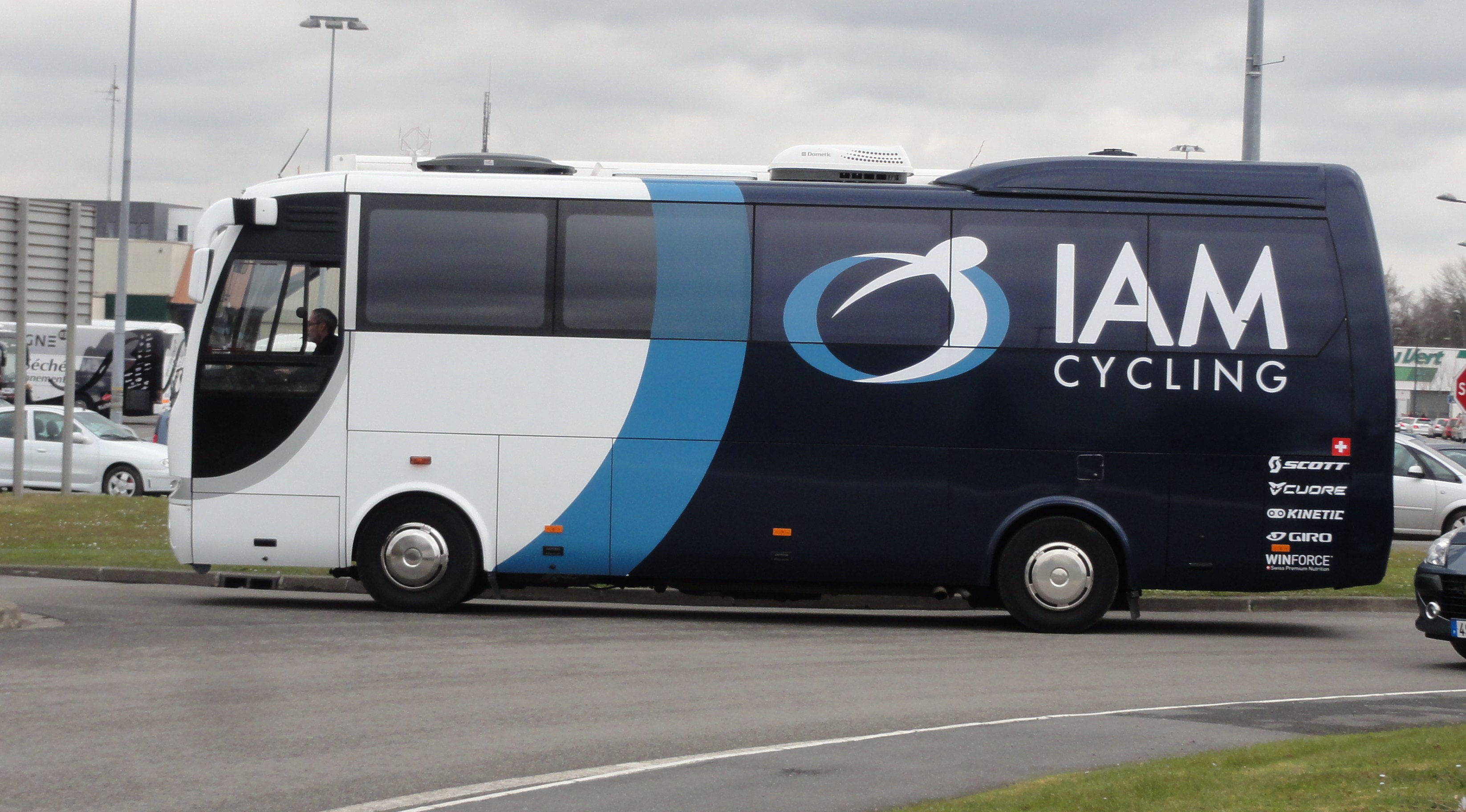